# Čerenščica
Čerenščica, także Pasica lub Čerinščica – potok w Słowenii, uchodzący do Cerknicy. Podczas II wojny światowej nad potokiem zbudowany został partyzancki szpital Franja. Uchodzi do niego kilka bezimiennych cieków.